# Conrad Hartmann
Conrad Hartmann (* 2. Dezember 1779 in Züschen; † 4. November 1848 ebenda) war ein deutscher Gutsbesitzer, Bürgermeister und Politiker.

## Leben
Hartmann war der Sohn des Schuhmachermeisters und Ratsgewandten Christoph Hartmann († vor 1807) und dessen Ehefrau Anna Maria geborene Bauer (* 15. März 1752 in Züschen; † 2. Februar 1809 ebenda). Er war evangelisch-lutherisch und heiratete Anna Catherine Rhode (* 19. Januar 1789 in Züschen), die Tochter des Valentin Rode (Rhode), und der Sophia geborene Heimerich. Um 1818 wurde die Ehe geschieden und er heiratete um 1819 in zweiter Ehe Anna Maria (Anna Elisabeth) Neumeyer (* 31. Mai 1803 in Züschen; † 26. August 1854 ebenda), die Tochter des Landwirts Christoph Neumeyer und der Anna Margretha Appel.
Hartmann lebte als Gutsbesitzer in Züschen, wo er 1821 als Stadtfreund genannt wurde. Von Herbst 1825 bis Herbst 1827 war er Bürgermeister der Stadt Züschen. Als solcher war er vom 28. Oktober 1825 bis zum 24. Dezember 1827 Mitglied des Landstandes des Fürstentums Waldeck.